# Maria Theresia von Ahlefeldt
Maria Theresia von Ahlefeldt (geboren 28. Februar 1755 in Regensburg, gestorben 20. Dezember 1810 in Prag), Prinzessin von Thurn und Taxis, war eine deutsche Komponistin und Pianistin der Mozart-Zeit. Aufgrund ihrer Heirat 1780 mit dem dänischen Diplomaten und Kammerherrn Graf Ferdinand von Ahlefeldt (1747–1815) und ihres Aufenthaltes in Dänemark gilt sie als „erste dänische Komponistin“.

## Leben
Maria Theresia von Ahlefeldt wuchs innerhalb ihrer kunstsinnigen Familie am Hofe der Fürsten von Thurn und Taxis in Regensburg auf. Die historische Musikaliensammlung des Regensburger Hofes spiegelt ein hochstehendes Repertoire. Über ihre kompositorische und pianistische Ausbildung wurde nichts bekannt. Zwischen 1773 und 1775 lebte sie am Fürstlich Fürstenbergischen Hof in Donaueschingen und regte dort die Gründung einer Schauspielgesellschaft an, aus der später das Hoftheater in Donaueschingen hervorging. Eine spätere Sinfonie Ahlefeldts ist bei RISM gleichzeitig dem böhmischen Komponisten Franz Xaver Pokorny (1729–1794) zugeschrieben – siehe Werke – der seit 1766 immer wieder und ab ~1770 fest bei der Regensburger Hofkapelle engagiert war. Man könnte aufgrund dieser Duplizität ein Lehrer-Schülerverhältnis in Erwägung ziehen, was zu prüfen wäre. Ab 1780, dem Jahr ihrer Hochzeit, wie The New Groove Dictionary of Women Composers (1994) mitteilt, lebte sie in der brandenburgischen Markgrafen-Stadt Ansbach inmitten eines Musiklebens, das durch die Ansbacher Hofkapelle bereichert wurde. Diese war zehn Jahre zuvor durch die Übersiedlung der ehemals Bayreuthischen Hofkapelle bedeutend erweitert worden. 
In Ansbach war von Ahlefeldt befreundet mit der Dichterin und späteren Markgräfin Lady Elizabeth Craven. 
Als der markgräfliche Hof 1791 aufgelöst wurde, zog das Ehepaar nach Kopenhagen, wo Ehemann von Ahlefeldt Direktor des Königlichen Theaters wurde und sie mehrfach mit Kompositionen und als Pianistin an die Öffentlichkeit trat. Hier wurde ihr 1782 komponiertes Opernballett in Kopenhagen am 28. Dezember 1792 am Königlichen Theater uraufgeführt und bis 1812, über ihren Tod hinaus, insgesamt 37 Mal gespielt. Ein von der Komponistin erstellter Klavierauszug des Stückes trägt den Titel: TELEMAK / auf der Insel Calypso / Ein Opera Ballet in IV Acten / vom / Ballet=Meister Galeotti / in Music gesezt, und zum Klavir [!] eingerichtet / von / Gräfin M: T: von Ahlefeldt / geborene Princess: von Thurn und Taxis. Der in Italien geborene Ballettmeister in Kopenhagen Vincenzo Galeotti war Textdichter dieses Opernballetts. Die Verbindung zu ihm und der Stil der gesungenen und getanzten 4- aktigen Handlung wären noch zu analysieren. 
Ahlefeldt komponierte weitere Opern, Vokalmusik sowie eine oder zwei Sinfonien. 
Die Familie geriet in der Folge in Schwierigkeiten, sodass sie Dänemark nach nur wenigen Jahren verließ. Nach einem zweijährigen Aufenthalt in Dresden, wohin Graf von Ahlefeldt 1798 als Gesandter berufen wurde, zogen sie 1800 nach Prag. Hier lebte Maria Theresia von Ahlefeldt bis zu ihrem Tod im Jahr 1810. Einzelheiten über diese Zeit wurden nicht bekannt.

## Werke
Anzahl und Titel ihrer Werke sind noch unklar. RISM OPAC verzeichnet 9 Nummern, wovon eine Sinfonie auch dem Komponisten Franz Xaver Pokorny zugeschrieben ist.
Opera-Ballet:
- Telemak paa Calypsos Øe (Telemach auf Calypso). 4 Akte, Libretto und Choreografie: Balletmeister Vincenzo Galeotti 1782. Dänische Fassung 1792, (dänische?) Gesangstexte: Christen Henriksen Pram

Sinfonien: 
- in F für 4. st. Streichorchester, 2 Oboen und 2 Hörner;
- in D, auch Fr. X. Pokorny zugesprochen

Vokalmusik: 
- Il mio ben quando verrà Arie ~1789
- L'Harmonie Kantate für 2 Soprane, Chor und Orchester
- Romanze di Nina für Sopran und Instrumente (Partitur (MS) in der Königlichen Musikalien-Sammlung Dresden)
- 3 Opern

Ballett:
- 2 Ballette